# Orlando Romero Cabrera
Orlando Romero Cabrera (Fagina, Departamento de San José, 21 de diciembre de 1933) es un obispo católico uruguayo.
Fue nombrado obispo titular de Gubaliana y obispo auxiliar de Montevideo el 26 de mayo de 1986. El 25 de octubre de 1994 fue promovido como obispo de Canelones , diócesis que rigió hasta que le fue aceptada su renuncia el 23 de febrero de 2010. Actualmente, como obispo emérito, reside en el Monasterio Santa María de la Visitación, en la localidad de Progreso, en el departamento de Canelones.